# Me quedo contigo
Me quedo contigo fue un dating show emitido diariamente por Cuatro entre el 9 de septiembre y el 22 de noviembre de 2019, aunque se estrenó en el prime time de Telecinco el 25 de julio de 2019 en formato semanal, donde se emitió durante 7 semanas. El programa, que era la adaptación del formato australiano Taken Out, contó con la producción de Fremantle y fue presentado por Jesús Vázquez. Cabe destacar que el programa ya fue adaptado en 2009 para Cuatro con el nombre de Elígeme, presentado por Carlos Baute, aunque entonces eran las propias chicas (sin sus madres) las que tomaban las decisiones.

## Formato
El objetivo del programa es que un hombre obtenga una cita con una de las veinte mujeres solteras. Sin embargo, en la adaptación española, son las madres de las chicas las que deciden si es el hombre adecuado para sus hijas. Para ello, las madres se sitúan en el escenario, cada una con un botón en frente de ellas, mientras que las chicas se encuentran en una sala espía, pudiendo estas últimas accionar un "pulsador del flechazo" si les gusta el soltero. El formato cuenta con varias rondas.
En la primera ronda, el protagonista masculino baja al escenario a través del ascensor y se presenta ante ellas, trata de persuadir a las madres para que acepten darle una cita con la hija de una de ellas. En la segunda, se reproduce un vídeo pregrabado donde habla sobre él o bien, en él aparecen sus amigos o su familia para hacerlo. La tercera ronda consiste en mostrar una habilidad o un secreto del chico. Así, en cualquier momento durante las rondas, cada madre puede presionar el botón frente a ellas si considera que su hija no debe tener una cita con este hombre.
Si al final de las tres rondas aún quedan candidatas, el soltero escogerá a dos de ellas, teniendo la oportunidad de hacerles una pregunta a cada una y luego de elegir a una de las dos para tener la cita con su hija. En caso de que el chico se quede solo con una candidata en vez de con dos al final de la ronda 3, irá a la cita con esa chica sin necesidad de hacerle su pregunta. Si por el contrario todas las madres presionan el botón al final de la tercera ronda, el soltero debe abandonar el programa sin tener ninguna cita.

## Equipo

### Presentador
| Presentador   | Profesión                 | Duración | Temporada |
| ------------- | ------------------------- | -------- | --------- |
| Jesús Vázquez | Presentador de televisión | 2015     | 1, 2      |

## Episodios y audiencias
Este apartado recoge las audiencias cosechadas por el programa en su versión semanal, emitida entre agosto y septiembre de 2019 en Telecinco.

### Temporada 1
| Programa | Fecha      | Protagonistas                    | Audiencia         |
| -------- | ---------- | -------------------------------- | ----------------- |
| 1        | 25/07/2019 | Mark, Daniel, Iván y Dani        | 1 468 000 (13,3%) |
| 2        | 01/08/2019 | Nicolás, Adrián, Iván y Óscar    | 1 179 000 (10,6%) |
| 3        | 08/08/2019 | José y Roberto Carlos            | 1 005 000 (10,1%) |
| 4        | 15/08/2019 | Isaac y Francisco                | 771 000 (8,2%)    |
| 5        | 22/08/2019 | Sergio y Álvaro                  | 1 038 000 (10,0%) |
| 6        | 29/08/2019 | Alejandro, Javi, Adrián y Daniel | 904 000 (8,9%)    |
| 7        | 05/09/2019 | Miguel, Ricardo y Kike           | 1 202 000 (10,1%) |

### Audiencia media
| Temporada                           | Fecha | Programas | Cadena    | Espectadores | Share |
| ----------------------------------- | ----- | --------- | --------- | ------------ | ----- |
| Me quedo contigo: Primera temporada | 2019  | 7         | Telecinco | 1 081 000    | 10,2% |